# استدرار العطف (مغالطة)
استدرار العطف أو مناشدة الشفقة (بالإنجليزية: Appeal to pity)‏ أو (باللاتينية: Argumentum ad misericordiam) أو حجة غاليليو (بالإنجليزية: Galileo argument)‏؛ هي مغالطة منطقية تحدث حينما يريد أحدهم أن تحظى حجته أو فكرته بدعم الجمهور عن طريق استغلال إحساس الناس بالشفقة أو بالذنب. وهذه المغالطة تسير على النحو التالي :
1. دعوى (س) معروضة بحيث تثير الشفقة.
2. إذن، (س) يجب أن تكون صحيحة أو مقبولة.

وهذا اللون من المغالطة خاطئ لأن مجرد شعور الشفقة لايمكن أن يكون دليلاً على صحة أو خطأ دعوى معينة. وتختلف هذه المغالطة عن مغالطة الاحتكام إلى النتائج بحيث أنه في هذه المغالطة يتم استخدام شعور الشفقة والتعاطف كدليل على صحة الدعوى من خطئها، في حين أنه في مغالطة الاحتكام إلى النتائج يتم استخدام آثار أو نتائج الاعتقاد بدعوى معينة كدليل على صحتها من خطئها.
ولكن هناك بعض الحالات التي لا يعتبر فيها التوسل بالشفقة مغالطة. مثل أن تكون هناك أحداث حصلت وهي فعلا مثيرة للشفقة وقد ترتب عليها نتائج معينة. على سبيل المثال في حوار بين طالب ودكتور «يا دكتور، أنا آسف لأني لم أحضر الاختبار الفصلي، فقد كنت في طريقي إلى الفصل ودهستني شاحنة وسببت لي إصابات بليغة نقلوني على إثرها للمستشفى وعالجوني طيلة هذه المدة، بما جعلني أفوت الاختبار. فهل الإمكان أن تعطيني اختبار بديل يعوض مافاتني؟».

## أمثلة
وقد تتخذ تلك المغالطة ضروبًا وأشكالًا متباينة، إلا أنها شائعة جدًا في الحياة الواقعية ولا سيما ما نراه في الإعلانات ذات الأغراض الخيرية. ففي العادة تحاول تلك المنظمات الخيرية أن تستميل شعورك بالشفقة تجاه التعساء والمعدمين من البشر أو الحيوانات حتى تخضع إلى دعايتهم وتتبرع لهم بالمال أو غيره.
ومن ضمن الأمثلة التي ترتكب فيها تلك المغالطة:
- «زوجتي مريضة جدا، وأنا بحاجة إلى هذا العمل حتى أستطيع توفير نفقات علاجها. صدقني، أنا مناسب لهذا العمل.»
- «ينبغي عليك أن تمنحني درجة A في هذا الفصل: إن جدتي مريضة وقد تصيبها نوبة قلبية إن علمت أنني رسبت.»
- «لا بد وأن الحل الذي توصلت إليه لهذه المسألة الرياضية صحيح: فقد توصلت إليه بعد عناء خمس سنوات من اعتصار الفكر والتركيز المتصل.» (الفكرة الخطأ هي فكرة خطأ سواء كان نتاجًا لخمس دقائق من التفكير أم لخمسة عقود؛ فالزمن الذي أُنفق أو الجهد الذي بُذل في فكرة ما لاينبئنا بشئ عن صوابها أو خطئها.)
- «أيها السيدات والسادة، يا أعضاء هيئة المحلفين، انظروا إلى هذا الرجل البائس المسكين، على مقعده المتحرك، والذي أصاب الشلل ساقاه. كيف يمكن لهذا الرجل أن يرتكب جريمة اختلاس؟» (حالة المتهم الباعثة على الشفقة لا تمت بصلة بعملية الدفاع وهي خارجة عن الموضوع.)
- «كيف تقول إن الكرة خارج الخط؟ إنها داخله، ثم إنني مهزوم عشرة إلى واحد، أليس بوسعك أن تشفق عليّ هذه المرة؟»
- «هلا فكر أحدهم في الأطفال؟»

واستمالة العطف أو غيره من الانفعالات قد تكون مشروعة منطقيًا، وذلك حين يكون هذا الانفعال هو نفسه موضوع الحجة، أو أن يكون سببا ذا صلة بقبول النتيجة. فمن الجائز مثلا أن يقدر الأستاذ ظروف طالب صدمته شاحنة في طريقه إلى الامتحان، وقد يفضل أحدهم أن يشتري نفس البضائع بنفس السعر من تاجر ضرير أو فقير، حتى يهون عليه عمله الشريف. وفي رواية كنديد يستعرض فولتير أمثلة للبؤس المستشري في العالم كي يفند مذهب ليبنتز القائل بأن هذا هو أفضل العوالم.
ومهما يكن من شئ فإن انفعال العطف ليس من جنس الحجة: للعطف أن يدفعنا إلى استباق الخيرات واجتراح المكارم، ولكن هيهات له أن ينهض دليلًا على رأي أو أساسًا لاعتقاد.